# Großsteingrab Sallenthin
Das Großsteingrab Sallenthin (auch Sechswochenbett oder Sechswöchnerin genannt) war eine megalithische Grabanlage der jungsteinzeitlichen Tiefstichkeramikkultur (um 3500 bis 3000 v. Chr.) bei Sallenthin, einem Ortsteil von Kalbe (Milde) im Altmarkkreis Salzwedel, Sachsen-Anhalt. Das Grab wurde im 19. Jahrhundert zerstört.

## Lage
Das Grab befand sich recht genau auf der Grenze zwischen Sallenthin und Quadendambeck.

## Forschungsgeschichte
Erstmals dokumentiert wurde die Anlage in den 1830er Jahren durch Johann Friedrich Danneil, der darüber aber nur handschriftliche Aufzeichnungen hinterließ. Bei einer erneuten Aufnahme der Großsteingräber der Altmark mussten Eduard Krause und Otto Schoetensack in den 1890er Jahren feststellen, dass das Grab in der Zwischenzeit im Zuge der Separation vollständig abgetragen worden war.

## Beschreibung
Das Grab besaß eine nordwest-südöstlich orientierte Umfassung mit einer Länge von 28 bis 32 m und einer Breite von 6 m. Ihre Form war für die altmärkischen Großsteingräber ungewöhnlich: Sie war auf der nordwestlichen Hälfte rechteckig, ab der Mitte jedoch liefen die Steinreihen aufeinander zu und stießen am südöstlichen Ende in einer Spitze zusammen. Die Grabkammer war offenbar ebenfalls nordwest-südöstlich orientiert und rechteckig. Sie hatte eine Länge von 7,2 m, eine Breite von 1,9 m und eine Höhe von etwa 1,25 m. Die Wandsteine standen sehr eng aneinander; ihre Innenseiten waren sehr eben. Danneil konnte noch drei herabgestürzte Decksteine erkennen. Ferner gab er an, dass das Innere der Kammer in vier Abteilungen untergliedert gewesen sei. Krause und Schoetensack nahmen hingegen an, dass es sich um drei weitere, vertikal herabgestürzte Decksteine gehandelt hat, die von Danneil als Scheidewände fehlinterpretiert wurden. Das Grab dürfte als Großdolmen anzusprechen sein.

## Funde

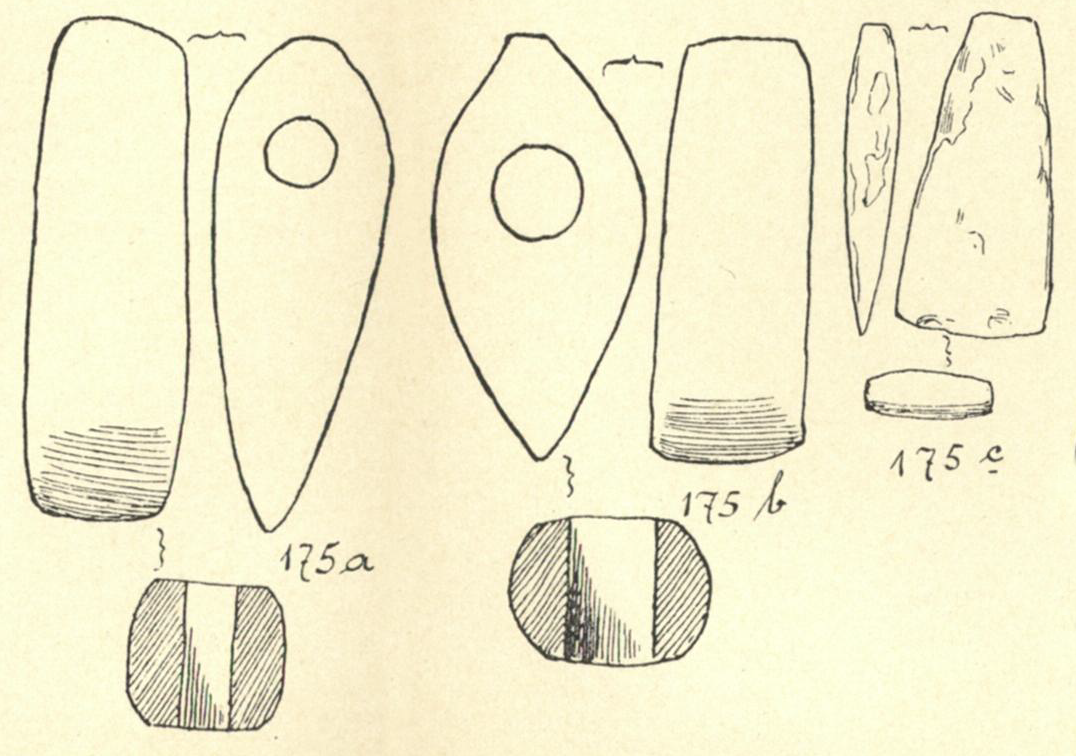
Funde aus dem Großsteingrab Sallenthin

Etwa zur Zeit von Danneil Aufnahme wurde eine Grabung in der Anlage durchgeführt, die aber ergebnislos blieb. Dennoch ist das Johann-Friedrich-Danneil-Museum in Salzwedel im Besitz dreier Gegenstände, die aus einem Großsteingrab bei Sallenthin stammen sollen. Ob sie aus einer späteren Grabung an dieser Anlage oder einer benachbarten aber nirgends dokumentierten stammen, ist unklar.
Bei den Fundgegenständen handelt es sich um zwei Äxte und ein Beil. Die erste Axt besteht aus grünlich-grauem Kalkstein. Sie hat eine Länge von 12,1 cm, eine maximale Breite von 4,3 cm und eine Dicke von 3,5 cm. Die Durchbohrung hat einen Durchmesser von 1,9 cm.
Die zweite Axt besteht grünlich-grauem serpentinartigem Gestein. Sie hat eine Länge von 10,5 cm, eine maximale Breite von 5,4 cm und eine Dicke von 3,9 cm. Die Durchbohrung hat einen Durchmesser von 2,4 cm.
Das Beil besteht aus dunkelgrauem allseitig geschliffenen Feuerstein. Die Schneide ist leicht beschädigt. Es hat eine Länge von 7,9 cm, eine maximale Breite von 4,3 cm, eine minimale Breite von 1,9 cm und eine Dicke von 1,3 cm.

## Das Grab in regionalen Sagen
Nach einer Sage war das Hünenbett für eine riesige Frau errichtet worden. Hiervon leitete sich die Bezeichnung „Sechwochenbett“ oder „Sechswöchnerin“ ab. Die Grabkammer sollte die Wiege darstellen.